# Bertha Benz Memorial Route
| Bertha Benz Memorial Route  | Bertha Benz Memorial Route      |
| --------------------------- | ------------------------------- |
| Logo:                       |                                 |
| Land:                       | Duitsland                       |
| Lengte:                     | 194 km                          |
| Deelstaat:                  | Baden-Württemberg               |
| Regio:                      | Noordbaden                      |
| Geografische richting:      | noord-zuid, zuid-noord          |
| Start:                      | Mannheim                        |
| Verste punt:                | Pforzheim                       |
| Einde:                      | Mannheim                        |
| Geografische hoogteligging: | 89 m tot 359 m boven zeespiegel |

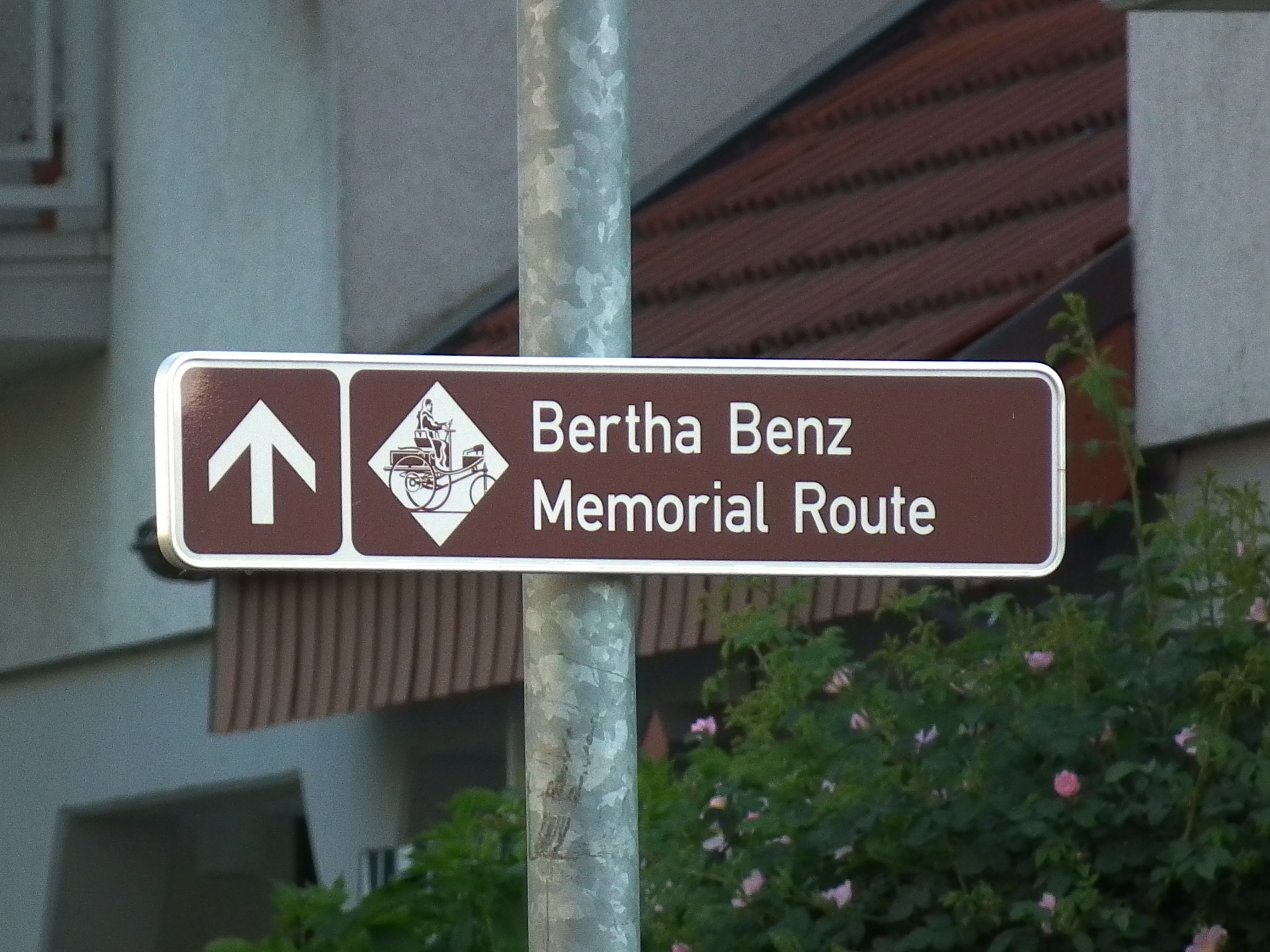

De Bertha Benz Memorial Route is een Duitse toeristische autoroute met een cultureel-historische achtergrond. Ze biedt een ieder heden de mogelijkheid om over de wegen te rijden, die Bertha Benz in 1888 voor de eerste lange afstandsreis in de automobielgeschiedenis heeft gekozen.

## Historie

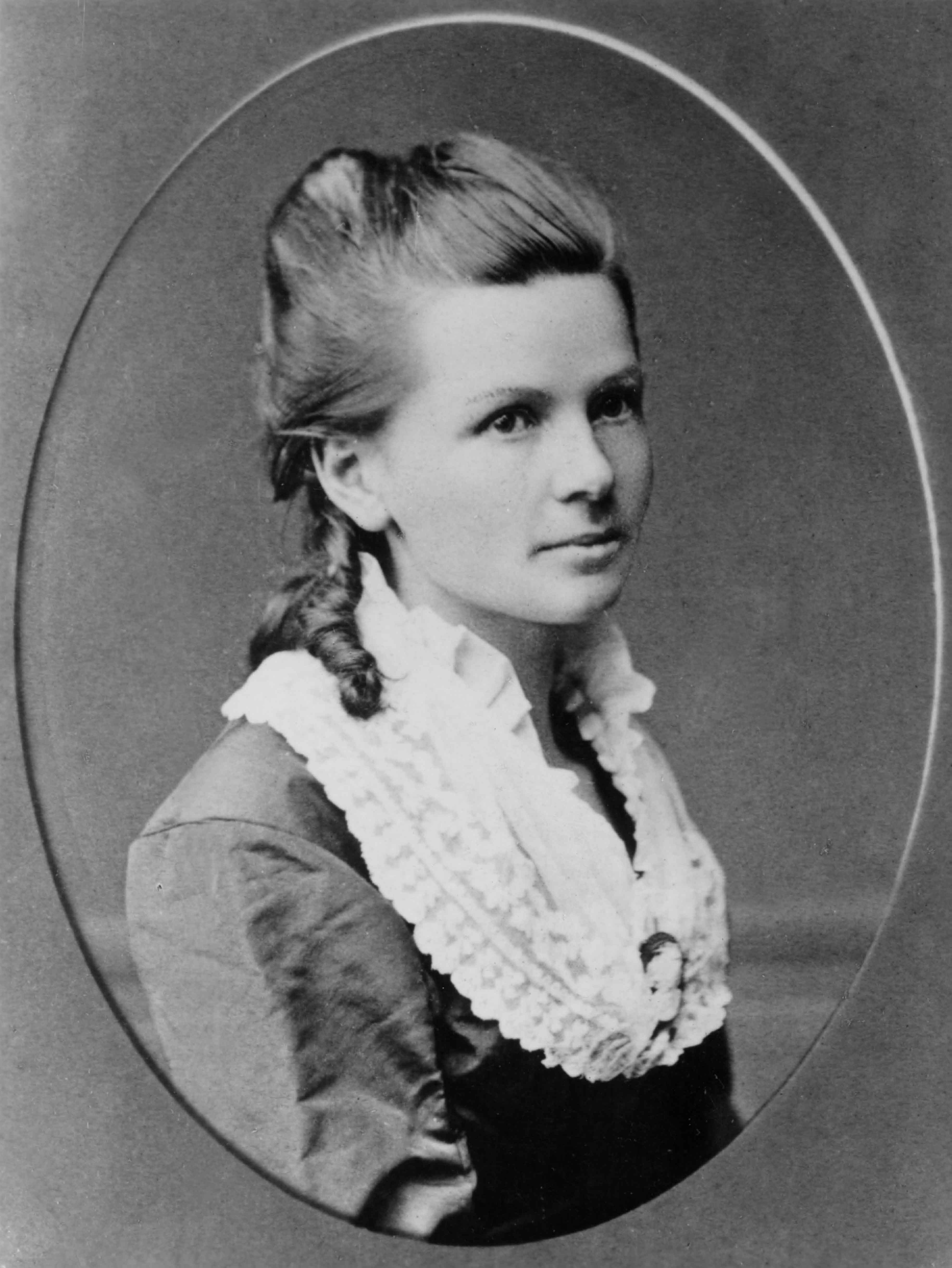
Cäcilie Bertha Benz

In 1886 vond de in Karlsruhe geboren Carl Benz in Mannheim de automobiel uit (Rijkspatent 37435 van 29 januari 1886), die in het begin geen commercieel succes was.
Begin augustus 1888 bewees zijn echtgenote Bertha Benz, begeleid door haar 15 en 13 jaar oude zonen Eugen en Richard, in een geheime rit met de Benz Patent-Motorwagen Nr. 3 van Mannheim naar haar geboortestad Pforzheim en weer terug de bruikbaarheid van de paardloze koets, wat tot de doorbraak van de automobiel leidde.
In de stadsapotheek in Wiesloch moest als brandstof een paar liter ligroïne worden gekocht, wat toentertijd als schoonmaakmiddel werd gebruikt.  Daarmee werd deze apotheek het allereerste tankstation ter wereld. Een ter plekke aangebrachte gedenkplaat en een monument herinneren hieraan.
Tijdens de reis moesten ook meerdere reparaties worden uitgevoerd, waarvan Bertha Benz twee zelf op de openbare weg kon verrichten: "De ene keer was de brandstofleiding verstopt – daarbij heeft mijn hoedenspeld geholpen. De andere keer was de ontsteking in tweeën gebroken. Die heb ik met mijn kousenband gerepareerd."

## Dragerschap

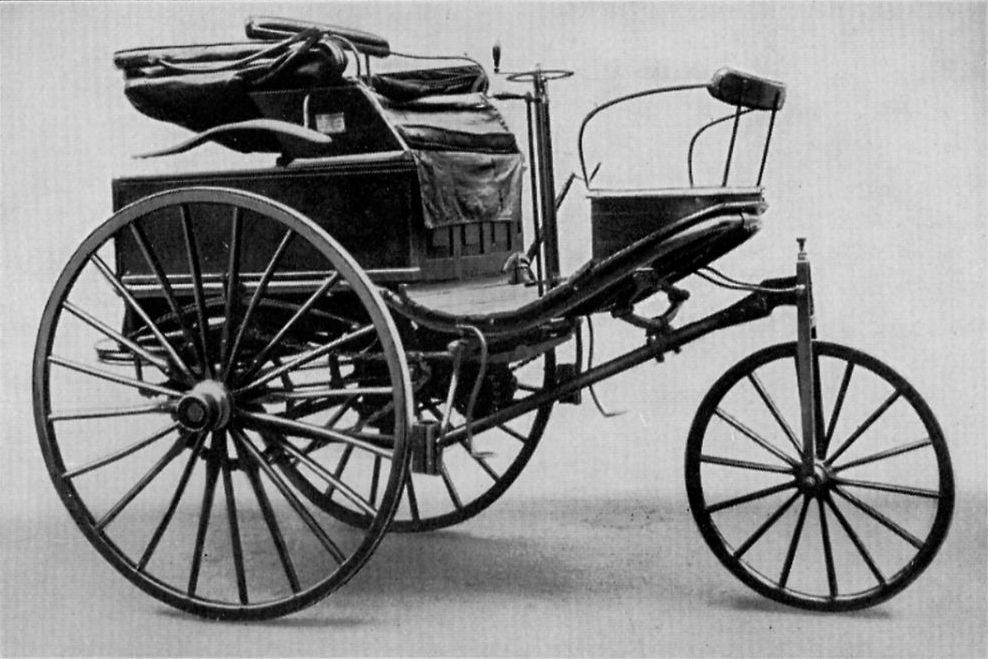
De Benz Patent-Motorwagen Nr. 3 uit 1888

Het particuliere non-profit initiatief voor de realisatie van de Bertha Benz Memorial Route richtte in 2007 twee clubs op, de Bertha Benz Memorial Route e.V.  en de Bertha Benz Memorial Club e.V.  Laatste is op het gebied van opleiding, monument  en nationale zorg als publieke instelling erkend en wil de historische prestatie van  Bertha Benz bekend maken.
Op 25 februari 2008 verleende de Regionale Raad van Karlsruhe de Bertha Benz Memorial Route een goedkeuring als toeristische route, een 194 km lang dynamisch monument van badische en tevens Duitse industriële geschiedenis. De Bertha Benz Memorial Route is lid van de ERIH (European Route of Industrial Heritage).

## Traject

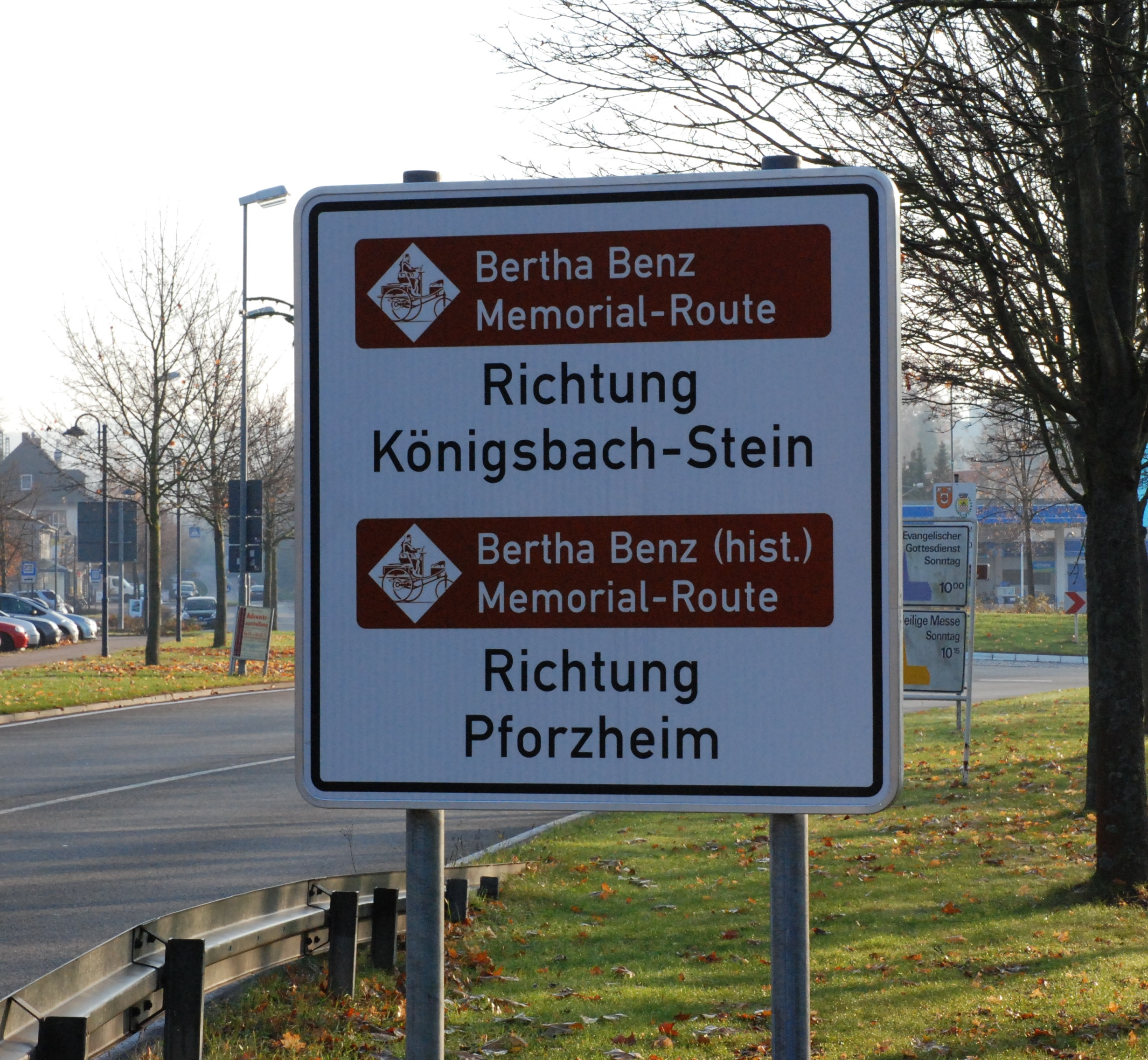
Informatiebord langs de B10 bij Wilferdingen. Vanaf hier wijkt de Bertha Benz Memorial Route af van de historisch originele route.

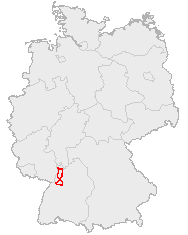
Traject van de Bertha Benz Memorial Route

### Heenweg
De heenweg leidt in de zuidelijke richting over ongeveer 104 kilometer van Mannheim naar Pforzheim:
Mannheim, Mannheim-Feudenheim, Ilvesheim, Ladenburg, Schriesheim, Dossenheim, Heidelberg, Leimen, Nußloch, Wiesloch, Mingolsheim, Langenbrücken, Stettfeld, Ubstadt, Bruchsal, Untergrombach, Weingarten, Grötzingen, Berghausen, Söllingen, Kleinsteinbach, Wilferdingen, Königsbach, Stein, Eisingen, Pforzheim.
De hierboven vermelde en eveneens bewegwijzerde route komt zo veel mogelijk overeen met de door Bertha Benz afgelegde oorspronkelijke route. De enige uitzondering hierop: vanaf Wilferdingen voerde ze via de huidige weg B10 naar Pforzheim.
Het gedeelte tussen Wilferdingen en Pforzheim, welk overeenkomt met de historisch door Bertha Benz gereden route, is sinds november 2012 met borden "Bertha Benz Memorial Route (hist.)" bewegwijzerd.

### Terugweg
De terugweg leidt via een alternatieve route in noordelijke richting over 90 kilometer van Pforzheim terug naar Mannheim:
Pforzheim, Bauschlott, Bretten, Gondelsheim, Helmsheim, Heidelsheim, Bruchsal, Forst, Hambrücken, Wiesental, Kirrlach, Reilingen, Hockenheim, Talhaus, Ketsch, Schwetzingen, Mannheim-Friedrichsfeld, Mannheim-Seckenheim, Mannheim.

## Landschappen
De authentieke route van Bertha Benz verbindt niet alleen bijna vergeten originele scènes van haar reis, maar voert ook door het wijngebied Baden.
Deze route van industrieel erfgoed volgt in het gebied van de Boven-Rijnse laagvlakte diverse Romeinse wegen, waaronder de Bergstraat, voert langs Odenwald en Kraichgau en buigt kort voor Karlsruhe af richting Pforzheim in het noordelijke Zwarte Woud.
Op de terugweg voert ze dan door de Kraichgau, weer door de Boven-Rijnse laagvlakte, dit keer de uiterwaarden volgend naar het startpunt en eindbestemming Mannheim.

## Bezienswaardigheden
- Mannheim: Kurfürstliches Slot Mannheim, Luisenpark, Mannheimse Watertoren
- Ladenburg: Automuseum Dr. Carl Benz, woonhuis van de Familie Benz, oude   stadscentrum
- Heidelberg: Schloss Heidelberg, Heidelberger Altstadt, Alte Brücke
- Wiesloch: Stadt-Apotheke (eerste tankstation ter wereld)
- Bruchsal: Slot Bruchsal
- Pforzheim: Schmuckmuseum Pforzheim, Industriehaus Pforzheim met juwelenverzameling
- Bretten: Melanchthonhaus op het marktplein, in de buurt ligt de Abdij van Maulbronn (Werelderfgoedlijst van de UNESCO). Studenten van het klooster Maulbronn waren onder andere Johannes Kepler, Friedrich Hölderlin en Hermann Hesse
- Hockenheim: Motorsportmuseum Hockenheimring, Hockenheimring
- Schwetzingen: Slot Schwetzingen

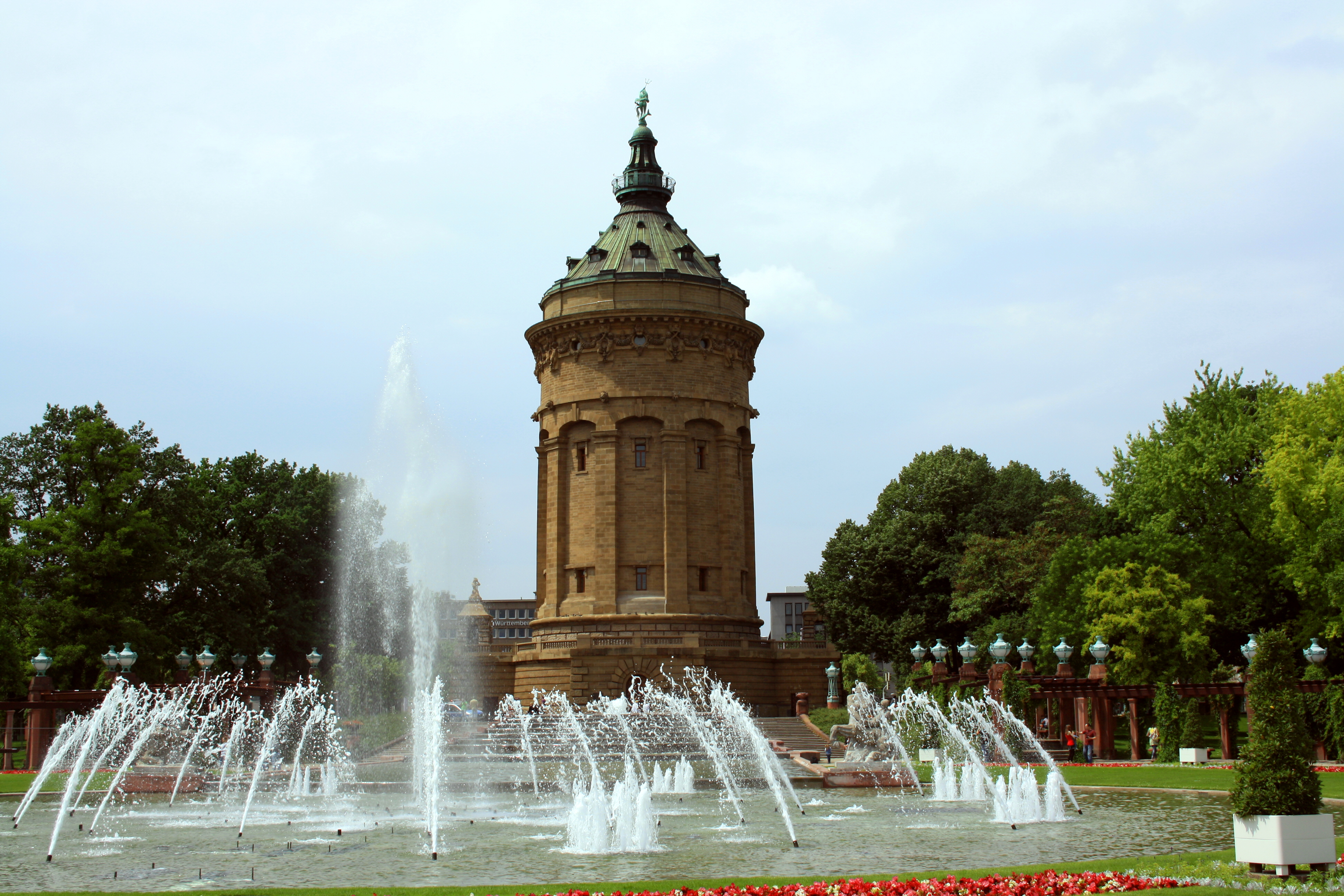
Mannheimse Watertoren
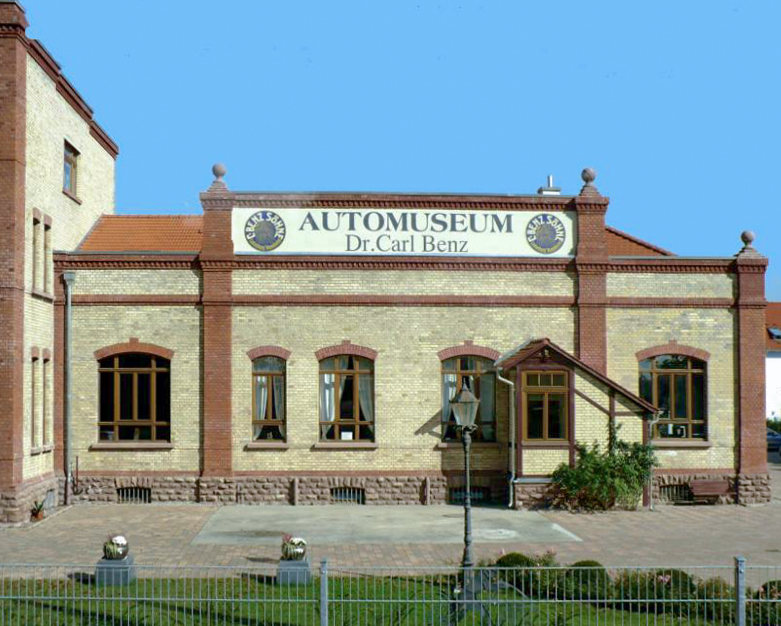
Automuseum Dr. Carl Benz in Ladenburg
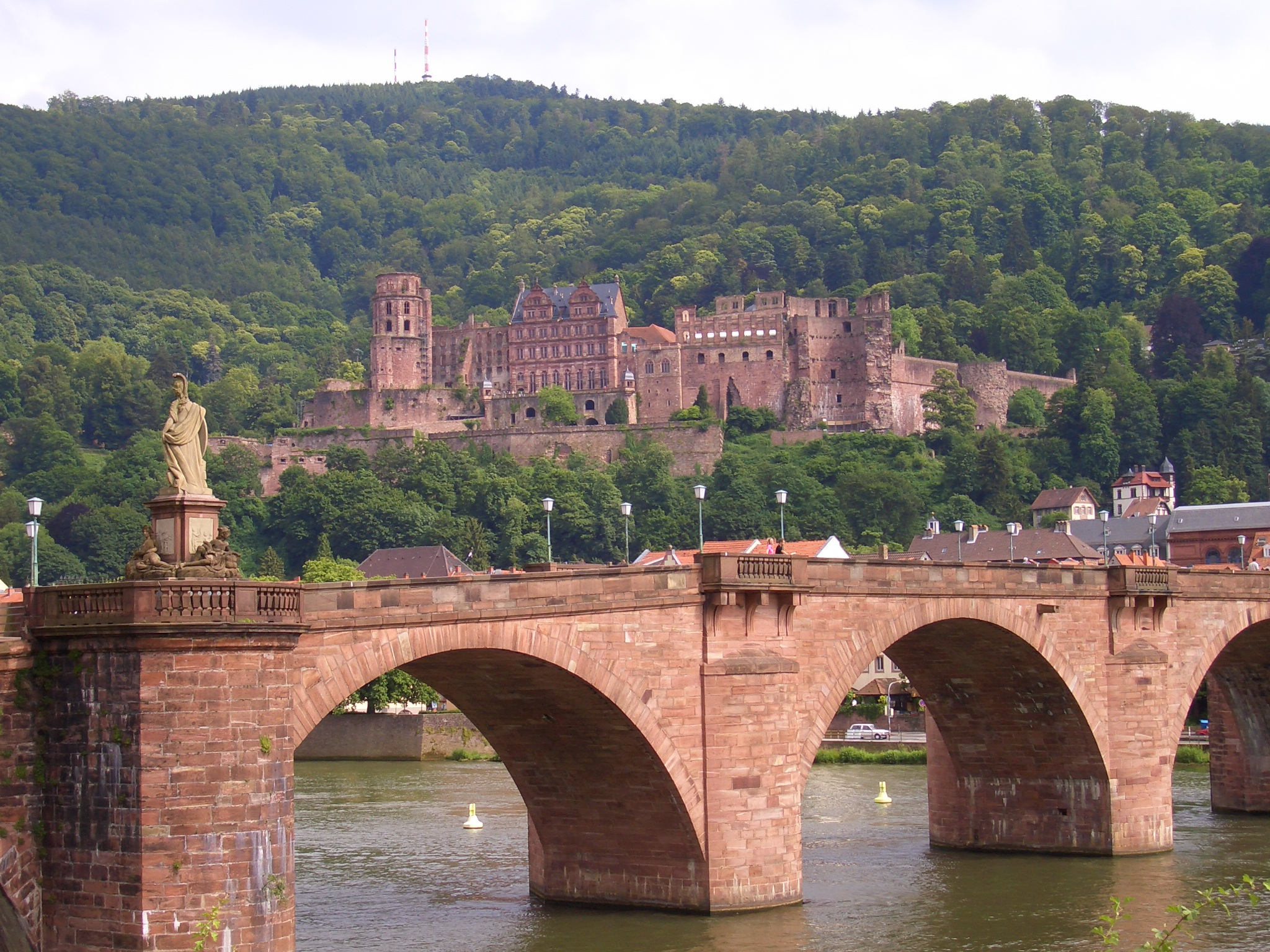
Slot Heidelberg met de Alte Brücke
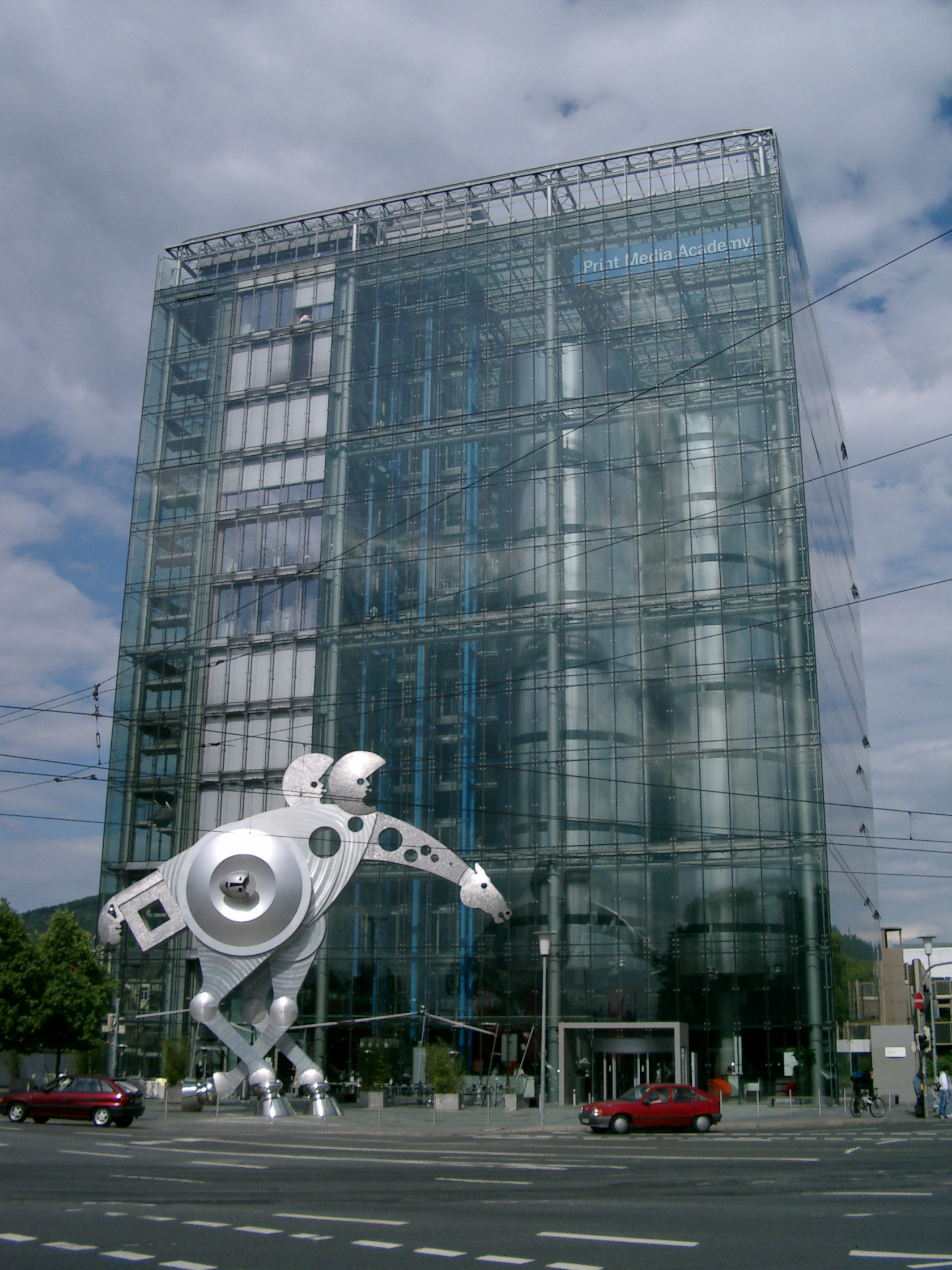
Heidelberger Druckmaschinen
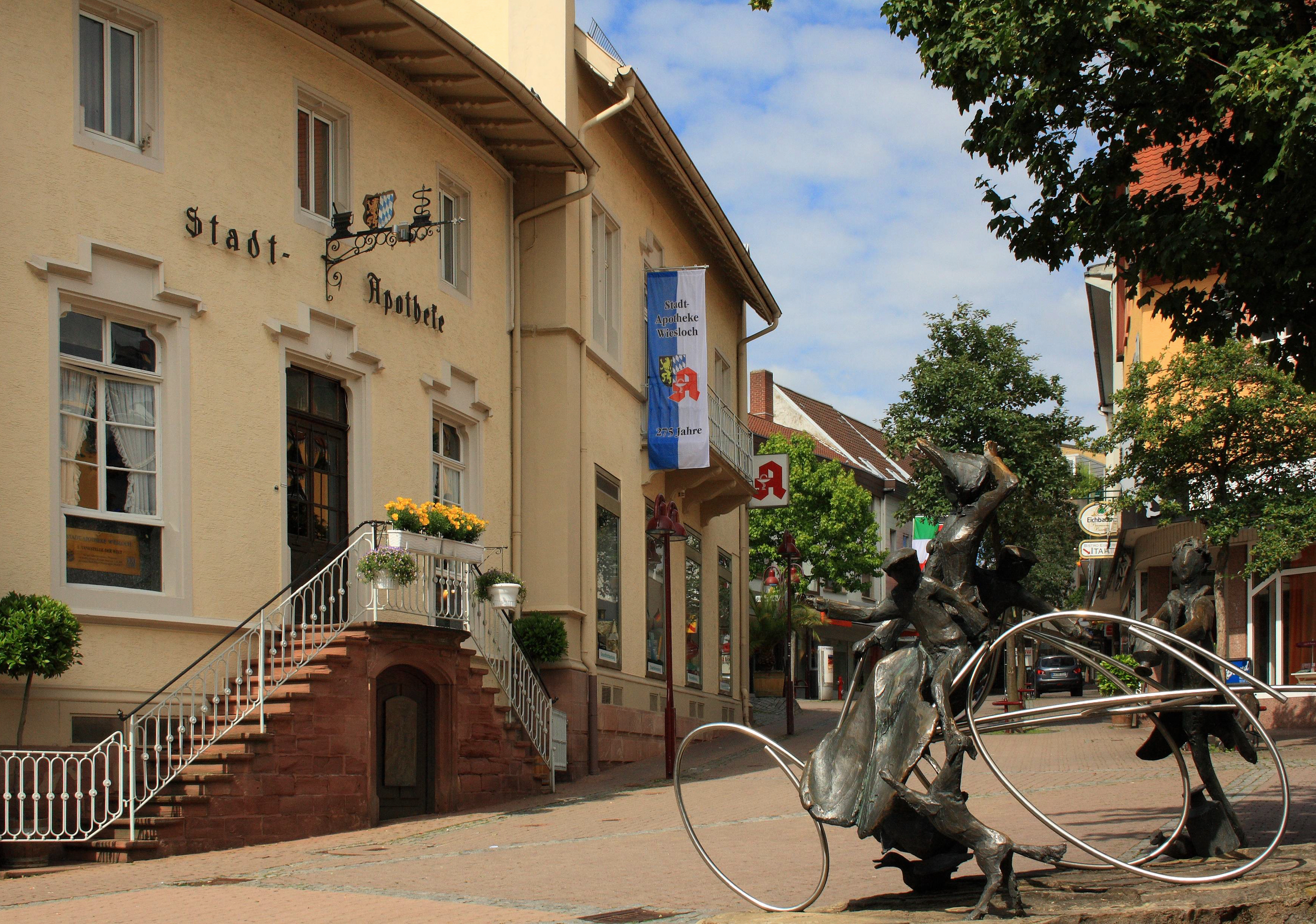
Eerste tankstation ter wereld in Wiesloch
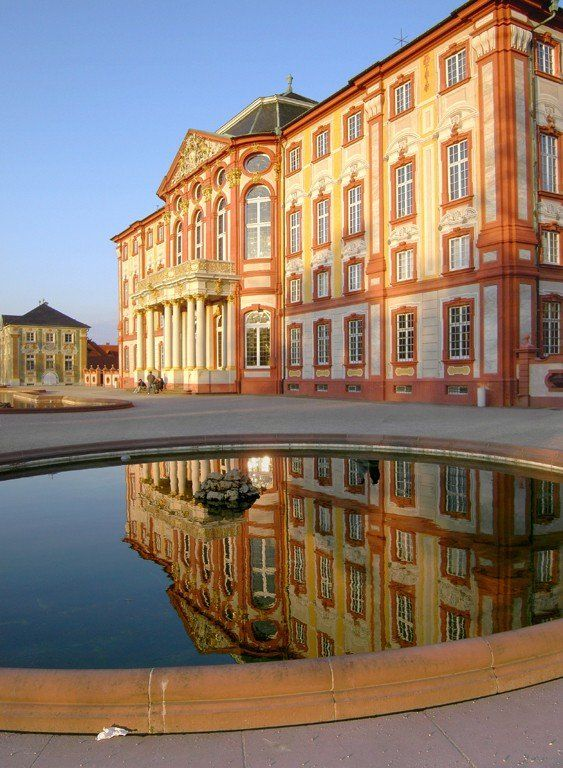
Slot Bruchsal
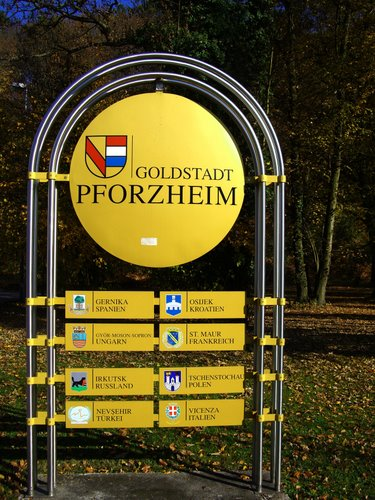
De goudstad Pforzheim
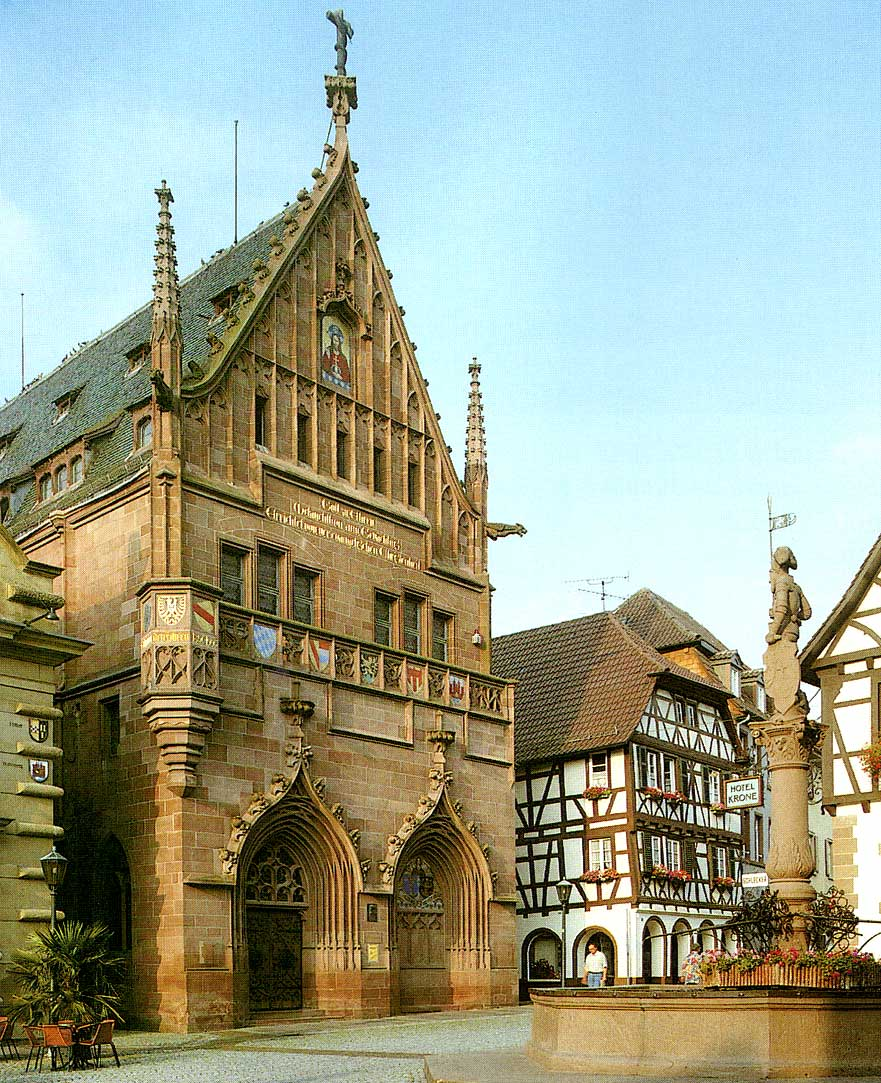
Melanchthonhuis in Bretten
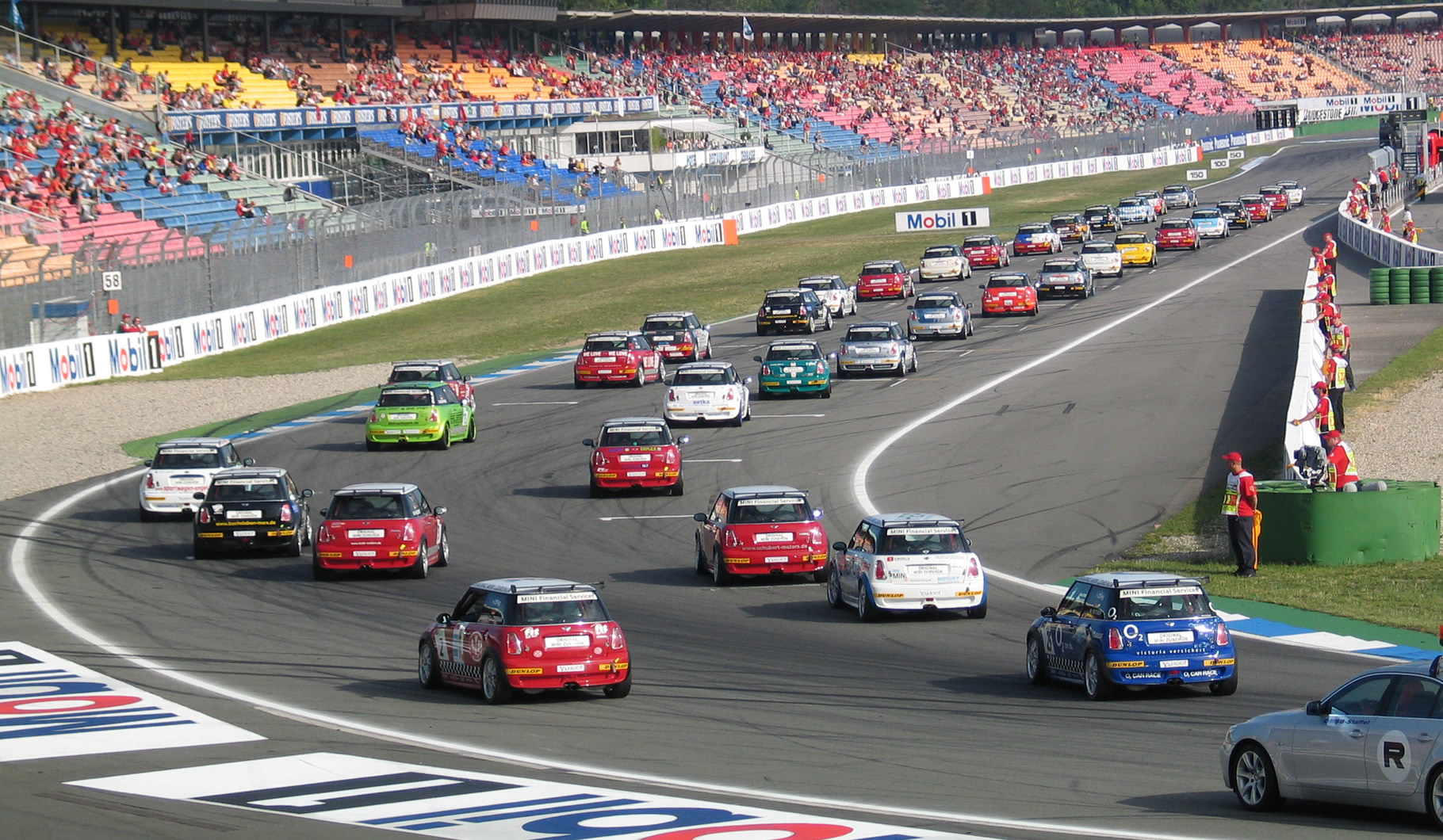
Hockenheimring
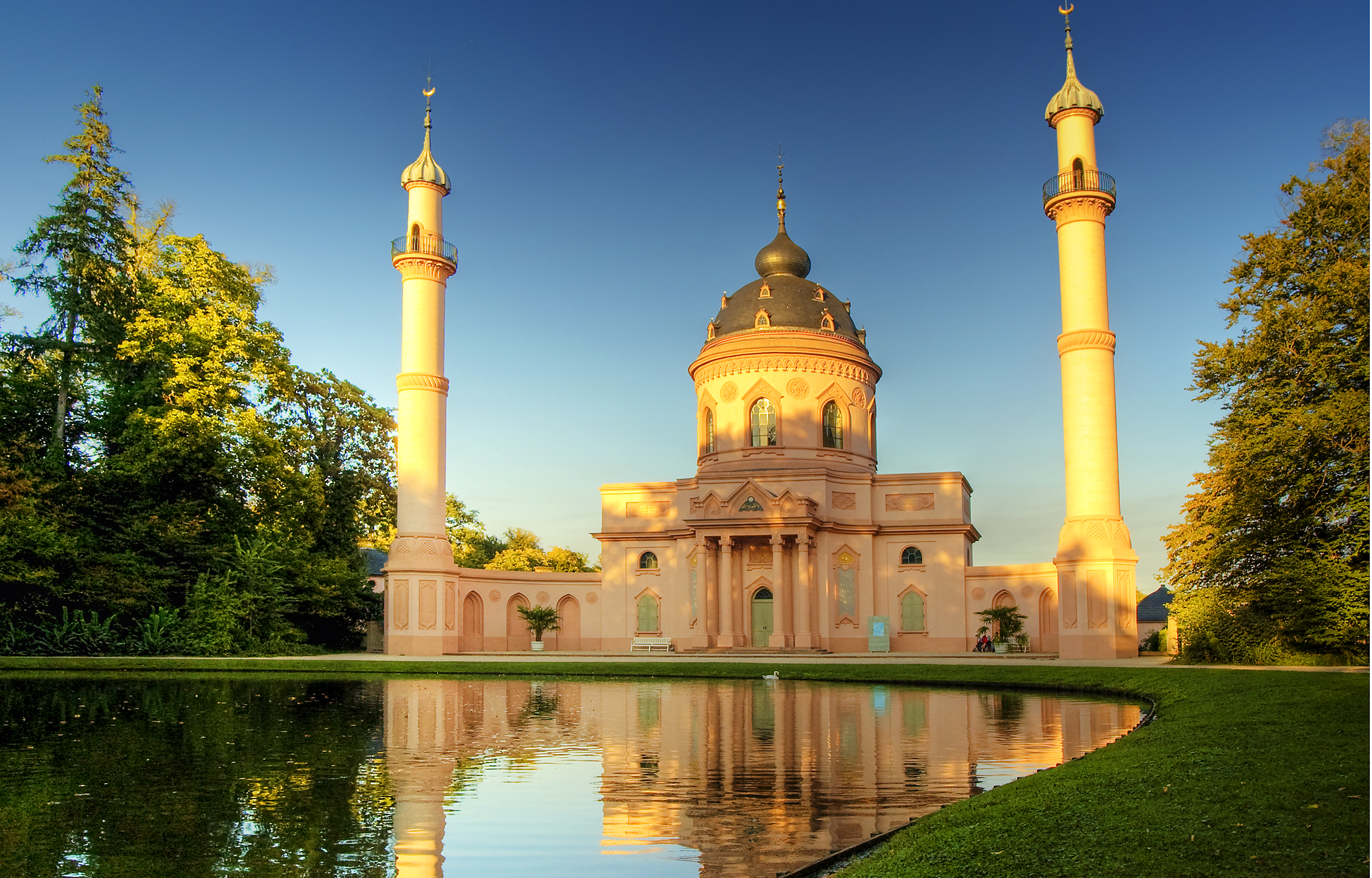
Rode Moskee van het Slot Schwetzingen

## Bertha Benz Challenge
De Bertha Benz Memorial Route werd reeds geopend in het najaar van 2008, maar het ministerie van de deelstaat Baden-Württemberg echter stelde voor de officiële inhuldigingsrit te organiseren als onderdeel van de “Automobilsommer 2011”, het officiële evenement ter herdenking van de uitvinding van de automobiel door Carl Benz 125 jaar geleden.
De Deutsche Welle berichtte op 25 januari 2011 wereldwijd in een voorafgaand tv-verslag in meerdere talen over de Bertha Benz Challenge. Als onderdeel van het programma "Made in Germany"  werd niet alleen de uitvinding van de automobiel belicht, maar ook haar toekomst.

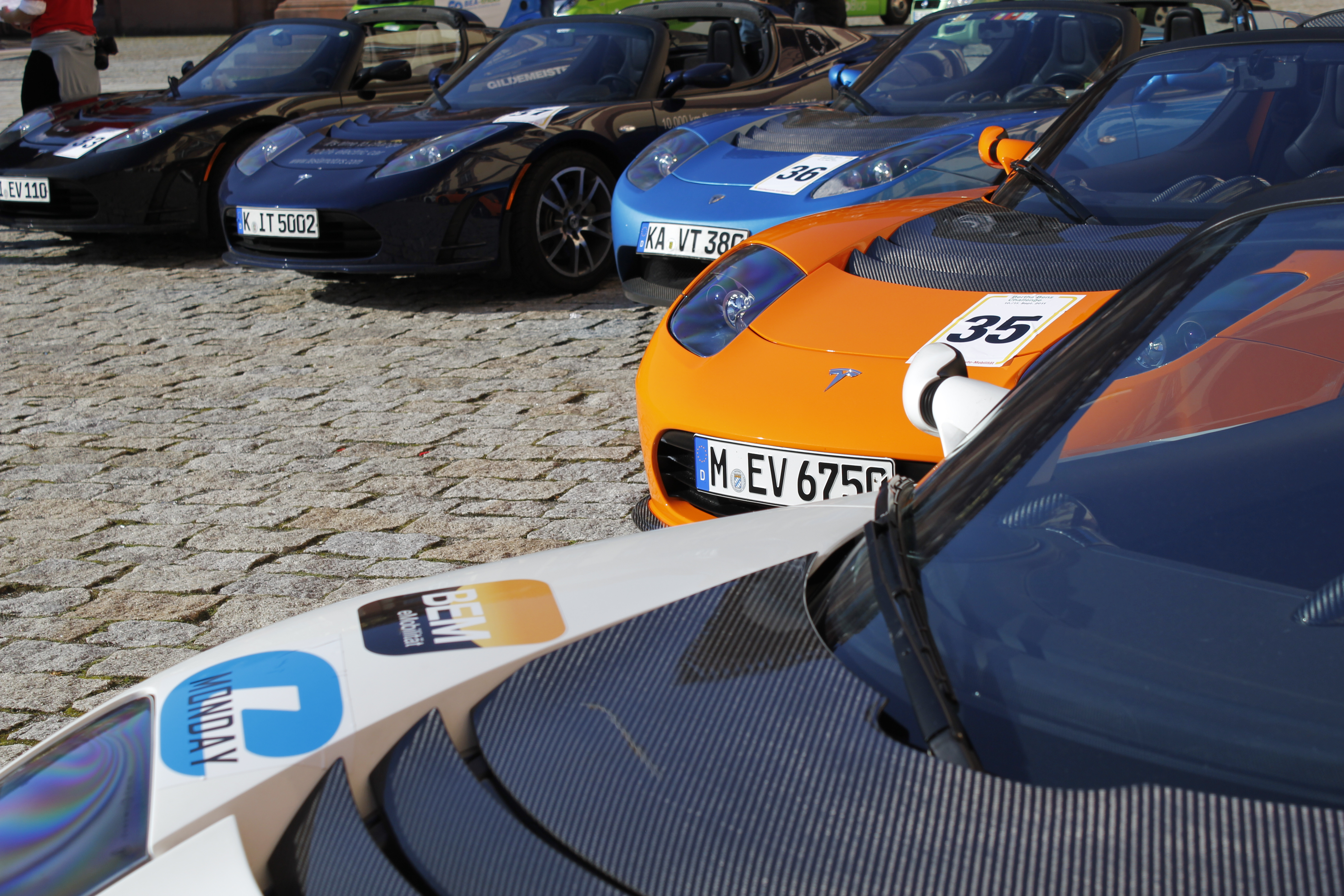
Tesla Roadster voor de start van de Bertha Benz Challenge 2011 op het binnenhof van het Schloss Mannheim.

Op 10 en 11 september 2011 vond de eerste “Bertha Benz Challenge” plaats, alleen toegankelijk voor toekomstbestendige voertuigen: alle voertuigen met alternatieve aandrijving, elektrisch en hybride, waterstof- en ook met brandstofcellen aangedreven, maar ook uiterst zuinige, milieuvriendelijke voertuigen. Want Bertha Benz reed immers in 1888 geen oldtimer maar het meest innovatieve voertuig van die tijd. En aan de officiële openingsrit behoorden daarom de meest innovatieve voertuigen van onze tijd deel te nemen.
Premier Winfried Kretschmann nam het beschermheerschap aan, de staatsminister Silke Krebs en minister van onderwijs Theresia Bauer reden persoonlijk mee om het engagement van de deelstaat Baden-Württemberg aan toekomstgerichte mobiliteit uit te dragen. Met 43 ingeschreven alternatief aangedreven voertuigen was de eerste Bertha Benz Challenge al een van de grootste e-mobility events.
Het motto luidde: "Duurzame mobiliteit op de oudste autowegen ter wereld!"
Ook aanwezig was de replica van de Flocken Elektrowagen uit 1888, waaruit blijkt dat elektrische mobiliteit in Duitsland al een lange traditie heeft.
De tweede Bertha Benz Challenge vond plaats van 14 - 16 september 2012 en startte als onderdeel van de Automechanika vanaf het terrein van de Messe Frankfurt en voltooide twee ronden op de Motodrom van de Hockenheimring, die zich hiermee zichtbaar voor elektrische mobiliteit opende.
De derde Bertha Benz Challenge vond plaats van 13 - 15 September 2013, en startte voor het eerst direct vanaf de Internationale Automobil-Ausstellung (IAA) in Frankfurt. Beschermheren waren milieuminister Peter Altmaier, minister-president Volker Bouffier, en minister-president Winfried Kretschmann.

## Overig
In augustus 2013 koos Mercedes-Benz de historisch belangrijke route voor een overland proefrit met een autonoom rijdend voertuig (Mercedes-Benz S-Klasse). Het traject werd grotendeels autonoom gereden, de bestuurder moest alleen ingrijpen in bijzonder complexe verkeerssituaties.